# هری مایرز
هری مایرز (انگلیسی: Harry Myers؛ ‏ ۵ سپتامبر ۱۸۸۲ – ۲۵ دسامبر ۱۹۳۸) بازیگر و کارگردان اهل ایالات متحده آمریکا بود.
از فیلم‌هایی که وی در آن نقش داشته است، می‌توان به الیوپ، روشنایی‌های شهر، زن جوان بگیر و کله‌پوک‌ها اشاره کرد.